# Jänkynjärvi
Jänkynjärvi är en sjö i kommunen Villmanstrand i landskapet Södra Karelen i Finland. Sjön ligger 75,3 meter över havet. Arean är 90 hektar och strandlinjen är 20,54 kilometer lång. Sjön  ingår i Kymmene älvs huvudavrinningsområde.   Den ligger omkring 15 km väster om Villmanstrand och omkring 190 km nordöst om Helsingfors. 
I sjön finns öarna Vuossaari, Lipoluhta, Kurjenharjunsaari, Kärjensaari, Suuriluhta, Kolmikanta och Pyöriäluhta. 